# Strada dell'olio

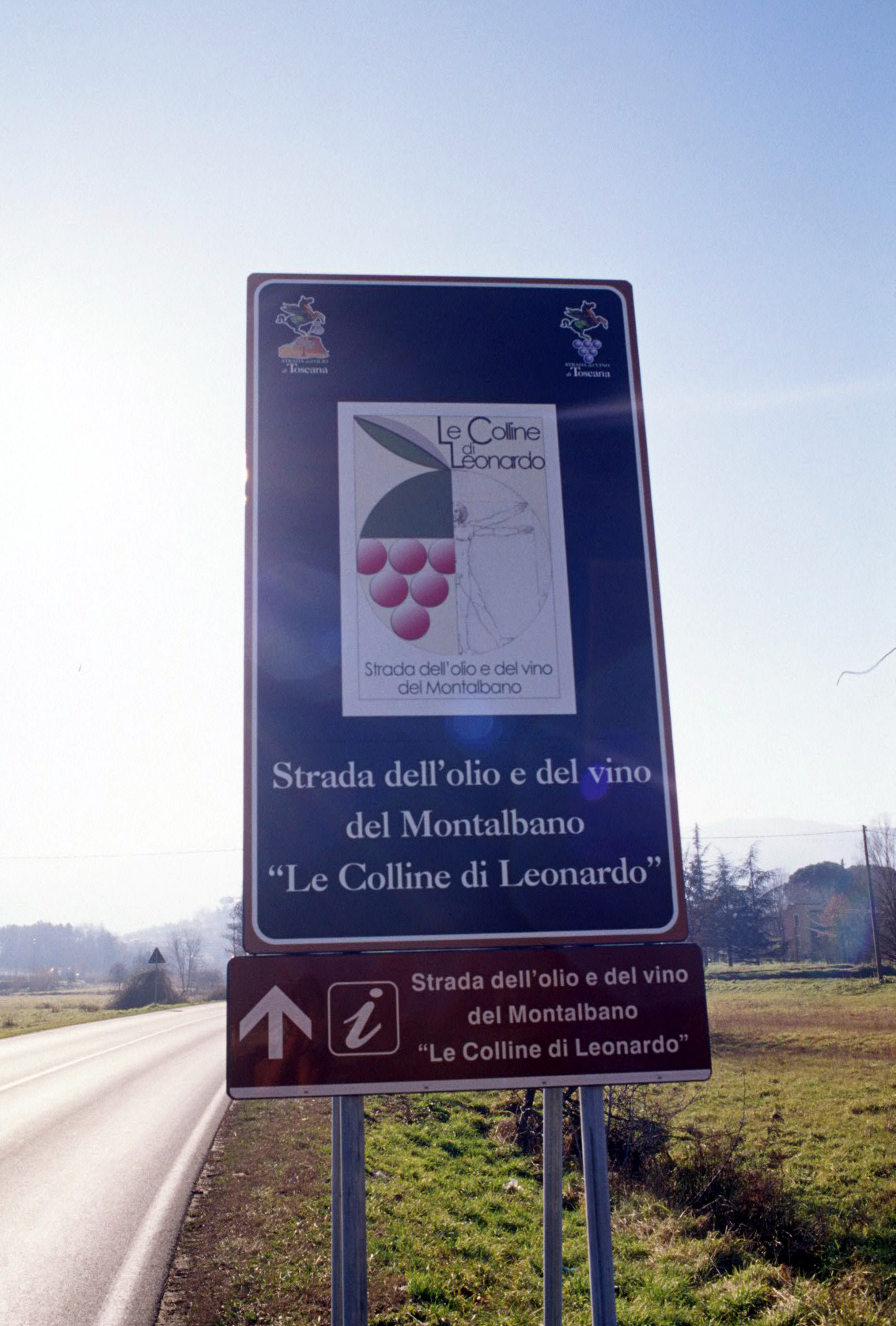
Segnalitica che informa di una Strada dell'olio e del vino in Toscana.

La Strada dell'olio è un tracciato olivicolo e gastronomico, che attraversa un certo numero di comuni italiani conosciuti per i prodotti alimentari tipici (indicati con le sigle DOP, IGP, DOC e DOCG), in forma di offerta turistica. Può essere associato a un percorso enologico.

## Descrizione

### I percorsi
Le amministrazioni, i consorzi e le associazioni possono creare 'Strade dell'olio' nelle aree di produzione di un particolare olio extra vergine di oliva, indipendentemente dal DOP. L'iniziativa, promossa a livello nazionale dall'ANCI e dalle Camere di commercio, industria, artigianato e agricoltura, ha l'intento di promuovere i prodotti di eccellenza italiani nel settore agro-alimentare, con particolare attenzione agli olii D.O.P.. Di norma include frantoi, borghi rurali e aziende produttive antiche e moderne.
Ai percorsi ludico-ricreativi nei musei dell'olio e nelle fattorie didattiche pensati per i bambini si associano generalmente dei percorsi che uniscono l'aspetto cultural-paesaggistico delle zone di produzione D.O.P., quasi sempre di notevole interesse archeologico, storico e artistico, a quello eno-gastronomico, con segnalazione di ristoranti, agriturismi, punti di ristoro, sagre e fiere dove poter gustare gli alimenti tipici.
Spesso, infatti, le strade dell'olio sono situate all'interno o in prossimità di aree UNESCO e zone di produzione di vini di pregio. Le strade dell'olio sono anche associate a percorsi benessere nelle aree termali che non di rado sono presenti all'interno dei territori di produzione D.O.P..

### Oli DOP e Strade dell'olio
| N. | Definizione (dati ufficiali del Ministero delle Politiche Agricole, Alimentari e Forestali) | Cat.   | Settore      | Normativa CEE/CE/UE e GUCE/GUUE | Regione                                 | Provincia                                                                                       | Strada dell'olio                                                               |
| -- | ------------------------------------------------------------------------------------------- | ------ | ------------ | --- | --------------------------------------- | ----------------------------------------------------------------------------------------------- | ------------------------------------------------------------------------------ |
| 1  | Alto Crotonese                                                                              | D.O.P. | Oli e grassi | Reg. CE n. 1257 del 15.07.03 GUCE L. 177 del 16.07.03 | Calabria                                | Crotone                                                                                         |                                                                                |
| 2  | Aprutino Pescarese                                                                          | D.O.P. | Oli e grassi | Reg. CE n. 1263 del 01.07.96 GUCE L. 163 del 02.07.96 | Abruzzo                                 | Pescara                                                                                         | Le strade dell'olio, visitAbruzzo.eu                                           |
| 3  | Brisighella                                                                                 | D.O.P. | Oli e grassi | Reg. CE n. 1263 del 01.07.96 GUCE L. 163 del 02.07.96 | Emilia-Romagna                          | Ravenna, Forlì                                                                                  |                                                                                |
| 4  | Bruzio                                                                                      | D.O.P. | Oli e grassi | Reg. CE n. 1065 del 12.06.97 GUCE L. 156 del 13.06.97 | Calabria                                | Cosenza                                                                                         |                                                                                |
| 5  | Canino                                                                                      | D.O.P. | Oli e grassi | Reg. CE n. 1263 del 01.07.96 GUCE L. 163 del 02.07.96 | Lazio                                   | Viterbo                                                                                         |                                                                                |
| 6  | Cartoceto                                                                                   | D.O.P. | Oli e grassi | Reg. CE n. 1897 del 29.10.04 GUCE L. 328 del 30.10.04 | Marche                                  | Pesaro-Urbino                                                                                   |                                                                                |
| 7  | Chianti Classico                                                                            | D.O.P. | Oli e grassi | Reg. CE n. 2446 del 06.11.00 GUCE L. 281 del 07.11.00 | Toscana                                 | Siena, Firenze                                                                                  | Le strade dell'olio, Toscana Archiviato il 22 luglio 2011 in Internet Archive. |
| 8  | Cilento                                                                                     | D.O.P. | Oli e grassi | Reg. CE n. 1065 del 12.06.97 GUCE L. 156 del 13.06.97 | Campania                                | Salerno                                                                                         |                                                                                |
| 9  | Collina di Brindisi                                                                         | D.O.P. | Oli e grassi | Reg. CE n. 1263 del 01.07.96 GUCE L. 163 del 02.07.96 | Puglia                                  | Brindisi                                                                                        | Le strade dell'olio, Puglia                                                    |
| 10 | Colline di Romagna                                                                          | D.O.P. | Oli e grassi | Reg. CE n. 1491 del 25.08.03 GUCE L. 214 del 26.08.03 | Emilia-Romagna                          | Forlì - Cesena, Rimini                                                                          |                                                                                |
| 11 | Colline Pontine                                                                             | D.O.P. | Oli e grassi | Reg. UE n. 259 del 25.03.10 GUUE L. 80 del 26.03.10 | Lazio                                   | Latina                                                                                          |                                                                                |
| 12 | Colline Salernitane                                                                         | D.O.P. | Oli e grassi | Reg. CE n. 1065 del 12.06.97 GUCE L. 156 del 13.06.97 | Campania                                | Salerno                                                                                         |                                                                                |
| 13 | Colline Teatine                                                                             | D.O.P. | Oli e grassi | Reg. CE n. 1065 del 12.06.97 GUCE L. 156 del 13.06.97 | Abruzzo                                 | Chieti                                                                                          | Le strade dell'olio, visitAbruzzoeu                                            |
| 14 | Dauno                                                                                       | D.O.P. | Oli e grassi | Reg. CE n. 2325 del 24.11.97 GUCE L. 322 del 25.11.97 | Puglia                                  | Foggia                                                                                          | Strada dell'olio Dauno                                                         |
| 15 | Garda                                                                                       | D.O.P. | Oli e grassi | Reg. CE n. 2325 del 24.11.97 GUCE L. 322 del 25.11.97 | Lombardia, Veneto, Prov. Aut. di Trento | Brescia, Verona, Mantova, Trento                                                                |                                                                                |
| 16 | Irpinia - Colline dell'Ufita                                                                | D.O.P. | Oli e grassi | Reg. UE. 203 del 10.03.10 GUUE L. 61 dell'11.03.10 | Campania                                | Avellino                                                                                        |                                                                                |
| 17 | Laghi Lombardi                                                                              | D.O.P. | Oli e grassi | Reg. CE n. 2325 del 24.11.97 GUCE L. 322 del 25.11.97 | Lombardia                               | Brescia, Bergamo, Como, Lecco                                                                   |                                                                                |
| 18 | Lametia                                                                                     | D.O.P. | Oli e grassi | Reg. CE n. 2107 del 04.10.99 GUCE L. 258 del 05.10.99 | Calabria                                | Catanzaro                                                                                       |                                                                                |
| 19 | Lucca                                                                                       | D.O.P. | Oli e grassi | Reg. CE n. 1845 del 22.10.04 GUCE L. 322 del 23.10.04 | Toscana                                 | Lucca, Massa Carrara                                                                            | Strada dell'olio Lucca                                                         |
| 20 | Molise                                                                                      | D.O.P. | Oli e grassi | Reg. CE n. 1257 del 15.07.03 GUCE L. 177 del 16.07.03 | Molise                                  | Campobasso, Isernia                                                                             |                                                                                |
| 21 | Monte Etna                                                                                  | D.O.P. | Oli e grassi | Reg. CE n. 1491 del 25.08.03 GUCE L. 214 del 26.08.03 | Sicilia                                 | Catania, Enna, Messina                                                                          |                                                                                |
| 22 | Monti Iblei                                                                                 | D.O.P. | Oli e grassi | Reg. CE n. 2325 del 24.11.97, Reg. CE n. 828 del 14.05.03, Reg. UE n. 307 del 14.04.10 GUCE L. 322 del 25.11.97, GUCE L. 120 del 15.05.03, GUUE L. 94 del 15.04.10 | Sicilia                                 | Catania, Ragusa, Siracusa                                                                       |                                                                                |
| 23 | Penisola sorrentina                                                                         | D.O.P. | Oli e grassi | Reg. CE n. 1065 del 12.06.97 GUCE L. 156 del 13.06.97 | Campania                                | Napoli                                                                                          |                                                                                |
| 24 | Pretuziano delle Colline Teramane                                                           | D.O.P. | Oli e grassi | Reg. CE n. 1491 del 25.08.03 GUCE L. 214 del 26.08.03 | Abruzzo                                 | Teramo                                                                                          | Le strade dell'olio, visitAbruzzo.eu                                           |
| 25 | Riviera Ligure                                                                              | D.O.P. | Oli e grassi | Reg. CE n. 123 del 23.01.97 GUCE L. 122 del 24.01.97 | Liguria                                 | Imperia, Savona, Genova, La Spezia                                                              | Strade dell'olio, RivieraLigure.it                                             |
| 26 | Sabina                                                                                      | D.O.P. | Oli e grassi | Reg. CE n. 1263 del 01.07.96, Reg. CE n. 510 del 16.06.09 GUCE L. 163 del 02.07.96, GUCE L. 153 del 17.06.09                                                       | Lazio                                   | Roma, Rieti                                                                                     | Strada dell'Olio Sabina                                                        |
| 27 | Sardegna                                                                                    | D.O.P. | Oli e grassi | Reg. CE n. 148 del 15.02.07 GUCE L. 46 del 16.02.07 | Sardegna                                | Cagliari, Nuoro, Oristano, Sassari, Carbonia-Iglesias, Medio Campidano, Ogliastra, Olbia-Tempio |                                                                                |
| 28 | Tergeste                                                                                    | D.O.P. | Oli e grassi | Reg. CE n. 1845 del 22.10.04 GUCE L. 322 del 23.10.04 | Friuli Venezia Giulia                   | Trieste                                                                                         |                                                                                |
| 29 | Terra di Bari                                                                               | D.O.P. | Oli e grassi | Reg. CE n. 2325 del 24.11.97 GUCE L. 322 del 25.11.97 | Puglia                                  | Taranto, Brindisi, Lecce                                                                        | Le strade dell'olio, Puglia                                                    |
| 30 | Terra d'Otranto                                                                             | D.O.P. | Oli e grassi | Reg. CE n. 644 del 20.03.98 GUCE L. 87 del 21.03.98 | Puglia                                  | Bari                                                                                            | Le strade dell'olio, Puglia                                                    |
| 31 | Terre di Siena                                                                              | D.O.P. | Oli e grassi | Reg. CE n. 2446 del 06.11.00 GUCE L. 281 del 07.11.00 | Toscana                                 | Siena                                                                                           | Le strade dell'olio, Toscana Archiviato il 22 luglio 2011 in Internet Archive. |
| 32 | Terre Tarentine                                                                             | D.O.P. | Oli e grassi | Reg. CE n. 1898 del 29.10.04 GUCE L. 328 del 30.10.04 | Puglia                                  | Taranto                                                                                         | Le strade dell'olio, Puglia                                                    |
| 33 | Tuscia                                                                                      | D.O.P. | Oli e grassi | Reg. CE n. 1623 del 4.10.05 GUCE L. 259 del 5.10.05 | Lazio                                   | Viterbo                                                                                         |                                                                                |
| 34 | Umbria                                                                                      | D.O.P. | Oli e grassi | Reg. CE n. 2325 del 24.11.97 GUCE L. 322 del 25.11.97 | Umbria                                  | Perugia, Terni                                                                                  | Strada dell'olio DOP Umbria                                                    |
| 35 | Val di Mazara                                                                               | D.O.P. | Oli e grassi | Reg. CE n. 138 del 24.01.01 GUCE L. 23 del 25.01.01 | Sicilia                                 | Palermo, Agrigento                                                                              |                                                                                |
| 36 | Valdemone                                                                                   | D.O.P. | Oli e grassi | Reg. CE n. 205 del 4.02.05 GUCE L. 33 del 5.02.05 | Sicilia                                 | Messina                                                                                         | Strada dell'olio Valdemone                                                     |
| 37 | Valle del Belice                                                                            | D.O.P. | Oli e grassi | Reg. CE n. 1486 del 20.08.04 GUCE L. 273 del 21.08.04 | Sicilia                                 | Trapani                                                                                         |                                                                                |
| 38 | Valli Trapanesi                                                                             | D.O.P. | Oli e grassi | Reg. CE n. 2325 del 24.11.97 GUCE L. 322 del 25.11.97 | Sicilia                                 | Trapani                                                                                         |                                                                                |
| 39 | Veneto Valpolicella, Veneto Euganei e Berici, Veneto del Grappa                             | D.O.P. | Oli e grassi | Reg. CE n. 2036 del 17.10.01 GUCE L. 275 del 18.10.01 | Veneto                                  | Verona, Padova, Vicenza, Treviso                                                                |                                                                                |